# Lista foștilor membri ai Camerei Reprezentanților Statelor Unite ale Americii: N
Această este o listă a foștilor membri ai Camerei Reprezentanților Statelor Unite ale Americii al căror nume de familie începe cu litera N.
| Reprezentant              | Ani                             | Stat           | Partid                        |
| ------------------------- | ------------------------------- | -------------- | ----------------------------- |
| Benjamin D. Nabers        | 1851-1853                       | Mississippi    | Unionist                      |
| David R. Nagle            | 1987-1993                       | Iowa           | Democrat                      |
| Henry F. Naphen           | 1899-1903                       | Massachusetts  | Democrat                      |
| John L. Napier            | 1981-1983                       | South Carolina | Republican                    |
| Harry E. Narey            | 1942-1943                       | Iowa           | Republican                    |
| Charles E. Nash           | 1875-1877                       | Louisiana      | Republican                    |
| William Natcher           | 1953-1994                       | Kentucky       | Democrat                      |
| Charles Naylor            | 1837-1841                       | Pennsylvania   | Whig                          |
| Henry S. Neal             | 1877-1883                       | Ohio           | Republican                    |
| John R. Neal              | 1885-1889                       | Tennessee      | Democrat                      |
| Lawrence T. Neal          | 1873-1877                       | Ohio           | Democrat                      |
| Stephen L. Neal           | 1975-1995                       | North Carolina | Democrat                      |
| Will E. Neal              | 1953-1955, 1957-1959            | West Virginia  | Republican                    |
| Raphael Neale             | 1819-1825                       | Maryland       | Federalist                    |
| Lucien N. Nedzi           | 1961-1981                       | Michigan       | Democrat                      |
| William H. Neece          | 1883-1887                       | Illinois       | Democrat                      |
| James C. Needham          | 1899-1913                       | California     | Republican                    |
| George A. Neeley          | 1912-1915                       | Kansas         | Democrat                      |
| Matthew M. Neely          | 1913-1921, 1945-1947            | West Virginia  | Democrat                      |
| James S. Negley           | 1869-1875, 1885-1887            | Pennsylvania   | Republican                    |
| Robert Neill              | 1893-1897                       | Arkansas       | Democrat                      |
| James L. Nelligan         | 1981-1983                       | Pennsylvania   | Republican                    |
| Ancher Nelsen             | 1959-1974                       | Minnesota      | Republican                    |
| Adolphus P. Nelson        | 1918-1923                       | Wisconsin      | Republican                    |
| Bill Nelson               | 1979-1991                       | Florida        | Democrat                      |
| Charles Pembroke Nelson   | 1949-1957                       | Maine          | Republican                    |
| Homer Augustus Nelson     | 1863-1865                       | New York       | Democrat                      |
| Hugh Nelson               | 1811-1823                       | Virginia       | Democrat-Republican           |
| Jeremiah Nelson           | 1805-1807, 1815-1825            | Massachusetts  | Federalist                    |
| Jeremiah Nelson           | 1831-1833                       | Massachusetts  | Național Republican           |
| John Nelson               | 1821-1823                       | Maryland       | Democrat-Republican           |
| John Edward Nelson        | 1922-1933                       | Maine          | Republican                    |
| John M. Nelson            | 1906-1919, 1921-1933            | Wisconsin      | Republican                    |
| Knute Nelson              | 1883-1889                       | Minnesota      | Republican                    |
| Roger Nelson              | 1804-1810                       | Maryland       | Democrat-Republican           |
| Thomas A.R. Nelson        | 1859-1861                       | Tennessee      | Opoziționist                  |
| Thomas M. Nelson          | 1816-1819                       | Virginia       | Democrat-Republican           |
| William Nelson            | 1847-1851                       | New York       | Whig                          |
| William L. Nelson         | 1919-1921, 1925-1933, 1935-1943 | Missouri       | Democrat                      |
| Henry Nes                 | 1843-1845                       | Pennsylvania   | Independent Democrat          |
| Henry Nes                 | 1847-1850                       | Pennsylvania   | Whig                          |
| Walter Nesbit             | 1933-1935                       | Illinois       | Democrat                      |
| Wilson Nesbitt            | 1817-1819                       | South Carolina | Democrat-Republican           |
| James W. Nesmith          | 1873-1875                       | Oregon         | Democrat                      |
| George Nethercutt         | 1995-2005                       | Washington     | Republican                    |
| Mark Neumann              | 1995-1999                       | Wisconsin      | Republican                    |
| Joseph Neville            | 1793-1795                       | Virginia       | Anti-Administrație            |
| William Neville           | 1899-1903                       | Nebraska       | Populist                      |
| Robert M. Nevin           | 1901-1907                       | Ohio           | Republican                    |
| Anthony New               | 1793-1795                       | Virginia       | Anti-Administrație            |
| Anthony New               | 1795-1805                       | Virginia       | Democrat-Republican           |
| Anthony New               | 1811-1813, 1817-1819, 1821-1823 | Kentucky       | Democrat-Republican           |
| Jeptha D. New             | 1875-1877, 1879-1881            | Indiana        | Democrat                      |
| John Stoughton Newberry   | 1879-1881                       | Michigan       | Republican                    |
| Walter C. Newberry        | 1891-1893                       | Illinois       | Democrat                      |
| Thomas Newbold            | 1807-1813                       | New Jersey     | Democrat-Republican           |
| Carman A. Newcomb         | 1867-1869                       | Missouri       | Republican                    |
| William A. Newell         | 1847-1851                       | New Jersey     | Whig                          |
| William A. Newell         | 1865-1867                       | New Jersey     | Republican                    |
| J. Lincoln Newhall        | 1929-1931                       | Kentucky       | Republican                    |
| Peter Newhard             | 1839-1843                       | Pennsylvania   | Democrat                      |
| Francis G. Newlands       | 1893-1903                       | Nevada         | Democrat                      |
| Alexander Newman          | 1849                            | Virginia       | Democrat                      |
| Daniel Newnan             | 1831-1833                       | Georgia        | Democrat                      |
| Joseph P. Newsham         | 1868-1869, 1870-1871            | Louisiana      | Republican                    |
| John P. Newsome           | 1943-1945                       | Alabama        | Democrat                      |
| Cherubusco Newton         | 1887-1889                       | Louisiana      | Democrat                      |
| Cleveland A. Newton       | 1919-1927                       | Missouri       | Republican                    |
| Eben Newton               | 1851-1853                       | Ohio           | Whig                          |
| Thomas Newton, Jr.        | 1801-1825                       | Virginia       | Democrat-Republican           |
| Thomas Newton, Jr.        | 1825-1830, 1831-1833            | Virginia       | Național Republican           |
| Thomas Willoughby Newton  | 1847                            | Arkansas       | Whig                          |
| Walter Newton             | 1919-1929                       | Minnesota      | Republican                    |
| Willoughby Newton         | 1843-1845                       | Virginia       | Whig                          |
| Bob Ney                   | 1995-2006                       | Ohio           | Republican                    |
| Silas L. Niblack          | 1873                            | Florida        | Democrat                      |
| William E. Niblack        | 1857-1861, 1865-1875            | Indiana        | Democrat                      |
| John Nicholas             | 1793-1795                       | Virginia       | Anti-Administrație            |
| John Nicholas             | 1795-1801                       | Virginia       | Democrat-Republican           |
| Wilson Cary Nicholas      | 1807-1809                       | Virginia       | Democrat-Republican           |
| John C. Nicholls          | 1879-1881, 1883-1885            | Georgia        | Democrat                      |
| Samuel J. Nicholls        | 1915-1921                       | South Carolina | Democrat                      |
| Thomas David Nicholls     | 1907-1911                       | Pennsylvania   | Independent Democrat          |
| Charles A. Nichols        | 1915-1920                       | Michigan       | Republican                    |
| Dick Nichols              | 1991-1993                       | Kansas         | Republican                    |
| John Nichols              | 1887-1889                       | North Carolina | Independent                   |
| John Conover Nichols      | 1935-1943                       | Oklahoma       | Democrat                      |
| Matthias H. Nichols       | 1853-1855                       | Ohio           | Democrat                      |
| Matthias H. Nichols       | 1855-1857                       | Ohio           | Opoziționist                  |
| Matthias H. Nichols       | 1857-1859                       | Ohio           | Republican                    |
| William Flynt Nichols     | 1967-1988                       | Alabama        | Democrat                      |
| Donald W. Nicholson       | 1947-1959                       | Massachusetts  | Republican                    |
| John Nicholson            | 1809-1811                       | New York       | Democrat-Republican           |
| John A. Nicholson         | 1865-1869                       | Delaware       | Democrat                      |
| Joseph H. Nicholson       | 1799-1806                       | Maryland       | Democrat-Republican           |
| Henry Nicoll              | 1847-1849                       | New York       | Democrat                      |
| Frederick G. Niedringhaus | 1889-1891                       | Missouri       | Republican                    |
| Henry F. Niedringhaus     | 1927-1933                       | Missouri       | Republican                    |
| Howard C. Nielson         | 1983-1991                       | Utah           | Republican                    |
| Jason Niles               | 1873-1875                       | Mississippi    | Republican                    |
| Nathaniel Niles           | 1791-1795                       | Vermont        | Anti-Administrație            |
| F. Jay Nimtz              | 1957-1959                       | Indiana        | Republican                    |
| Eugenius A. Nisbet        | 1839-1841                       | Georgia        | Whig                          |
| Archibald C. Niven        | 1845-1847                       | New York       | Democrat                      |
| Robert N.C. Nix, Sr.      | 1958-1979                       | Pennsylvania   | Democrat                      |
| John T. Nixon             | 1859-1863                       | New Jersey     | Republican                    |
| Richard Nixon             | 1947-1950                       | California     | Republican                    |
| David A. Noble            | 1853-1855                       | Michigan       | Democrat                      |
| Warren P. Noble           | 1861-1865                       | Ohio           | Democrat                      |
| William H. Noble          | 1837-1839                       | New York       | Democrat                      |
| Robert Nodar, Jr.         | 1947-1949                       | New York       | Republican                    |
| John W. Noell             | 1859-1863                       | Missouri       | Democrat                      |
| John W. Noell             | 1863                            | Missouri       | Unionist Necondițional        |
| Thomas E. Noell           | 1865-1867                       | Missouri       | Republican                    |
| Thomas E. Noell           | 1867                            | Missouri       | Democrat                      |
| John I. Nolan             | 1913-1922                       | California     | Republican                    |
| Mae Nolan                 | 1923-1925                       | California     | Republican                    |
| Michael N. Nolan          | 1881-1883                       | New York       | Democrat                      |
| Richard Nolan             | 1975-1981                       | Minnesota      | Democrat-Țărănist-Muncitoresc |
| William I. Nolan          | 1929-1933                       | Minnesota      | Republican                    |
| James E. Noland           | 1949-1951                       | Indiana        | Democrat                      |
| Edward T. Noonan          | 1899-1901                       | Illinois       | Democrat                      |
| George H. Noonan          | 1895-1897                       | Texas          | Republican                    |
| A. Walter Norblad         | 1946-1964                       | Oregon         | Republican                    |
| Amasa Norcross            | 1877-1883                       | Massachusetts  | Republican                    |
| Fred B. Norman            | 1943-1945, 1947                 | Washington     | Republican                    |
| Catherine Dorris Norrell  | 1961-1963                       | Arkansas       | Democrat                      |
| William F. Norrell        | 1939-1961                       | Arkansas       | Democrat                      |
| Benjamin W. Norris        | 1868-1869                       | Alabama        | Republican                    |
| George William Norris     | 1903-1913                       | Nebraska       | Republican                    |
| Moses Norris, Jr.         | 1843-1847                       | New Hampshire  | Democrat                      |
| Solomon T. North          | 1915-1917                       | Pennsylvania   | Republican                    |
| Anne Northup              | 1997-2007                       | Kentucky       | Republican                    |
| Stephen A. Northway       | 1893-1898                       | Ohio           | Republican                    |
| Ebenezer F. Norton        | 1829-1831                       | New York       | Democrat                      |
| Elijah Hise Norton        | 1861-1863                       | Missouri       | Democrat                      |
| James Norton              | 1897-1901                       | South Carolina | Democrat                      |
| James A. Norton           | 1897-1903                       | Ohio           | Democrat                      |
| Jesse O. Norton           | 1853-1855                       | Illinois       | Whig                          |
| Jesse O. Norton           | 1855-1857                       | Illinois       | Opoziționist                  |
| Jesse O. Norton           | 1863-1865                       | Illinois       | Republican                    |
| John N. Norton            | 1927-1929, 1931-1933            | Nebraska       | Democrat                      |
| Mary Teresa Norton        | 1925-1951                       | New Jersey     | Democrat                      |
| Miner G. Norton           | 1921-1923                       | Ohio           | Republican                    |
| Nelson I. Norton          | 1875-1877                       | New York       | Republican                    |
| Patrick D. Norton         | 1913-1919                       | North Dakota   | Republican                    |
| Richard H. Norton         | 1889-1893                       | Missouri       | Democrat                      |
| Charlie Norwood           | 1995-2007                       | Georgia        | Republican                    |
| Thomas M. Norwood         | 1885-1889                       | Georgia        | Democrat                      |
| Abraham Nott              | 1799-1801                       | South Carolina | Federalist                    |
| Henry J. Nowak            | 1975-1993                       | New York       | Democrat                      |
| John Noyes                | 1815-1817                       | Vermont        | Federalist                    |
| Joseph C. Noyes           | 1837-1839                       | Maine          | Whig                          |
| William T. Nuckolls       | 1827-1833                       | South Carolina | Democrat                      |
| Robert H. Nugen           | 1861-1863                       | Ohio           | Democrat                      |
| David A. Nunn             | 1867-1869, 1873-1875            | Tennessee      | Republican                    |
| Jim Nussle                | 1991-2007                       | Iowa           | Republican                    |
| Alonzo Nute               | 1889-1891                       | New Hampshire  | Republican                    |
| Newton W. Nutting         | 1883-1885, 1887-1889            | New York       | Republican                    |
| Frank Nye                 | 1907-1913                       | Minnesota      | Republican                    |
| Hjalmar Carl Nygaard      | 1961-1963                       | North Dakota   | Republican                    |